# Церква святого архістратига Михаїла (Білівці)
Церква святого архістратига Михаїла в Білівцях — парафія і храм греко-католицької громади Мельнице-Подільського деканату Бучацької єпархії Української греко-католицької церкви в селі Білівці Чортківського району Тернопільської области.
Оголошена пам'яткою архітектури місцевого значення (охоронний номер 423).

## Історія церкви
Церква збудована греко-католиками в 1875 році. Парафія і храм залишалися греко-католицькими до 1946 року, а потім, з 1946 по 1961 рік, належали до РПЦ.
З 1961 по 1988 рік храм був недіючим, оскільки його закрила державна влада. Після відкриття в 1988 році він знову перебував у підпорядкуванні РПЦ до 1990 року, коли парафія перейшла в лоно УГКЦ.
Усі жителі села є жертводавцями та доброчинцями храму. За їхні кошти церкву перекрили, позолотили й відновили іконостас, провели внутрішню реставрацію та розпис, а також упорядкували територію.
Парафію з пастирським візитом відвідували архиєреї Павло Василик, Софрон Дмитерко, Іриней Білик та Апостольський Адміністратор Бучацької єпархії о. Димитрій Григорак.
При парафії діють:
- Братство «Апостольство молитви».
- Спільнота «Матері в молитві».
- Марійська дружина.
- Свічкове братство.

Біля церкви стоїть пам'ятний хрест на місці престолу попередньої дерев'яної церкви та місійний хрест, датований 1928 роком.

## Парохи
- о. Амврозій Січинський (1901—1914),
- о. Степан Хрипкевич (1914—1924),
- о. Аніон Корловський (1924—1946),
- о. Петро Притула (1990),
- о. Тарас Загородний (1990—1992),
- о. Василь Мацик(1992—1998),
- о. Володимир Крушинський (з жовтня 1998).